# Drosophila quinaria
Drosophila quinaria este o specie de muște din genul Drosophila, familia Drosophilidae, descrisă de Friedrich Hermann Loew în anul 1866. Conform Catalogue of Life specia Drosophila quinaria nu are subspecii cunoscute.